# Franz Anton Leitenstorffer

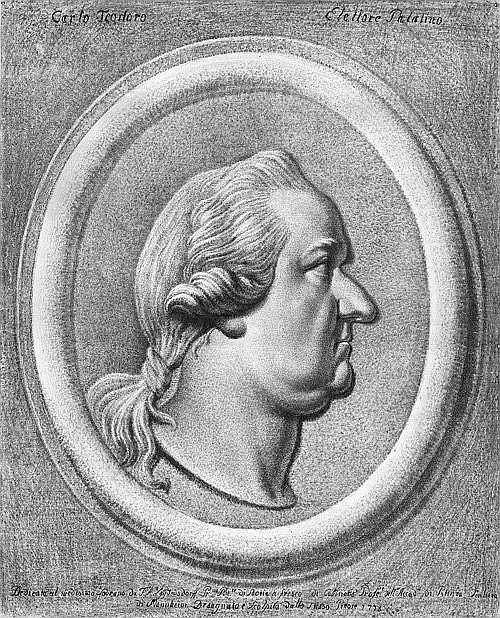
Prince électeur Charles-Théodore de Bavière, gravure.

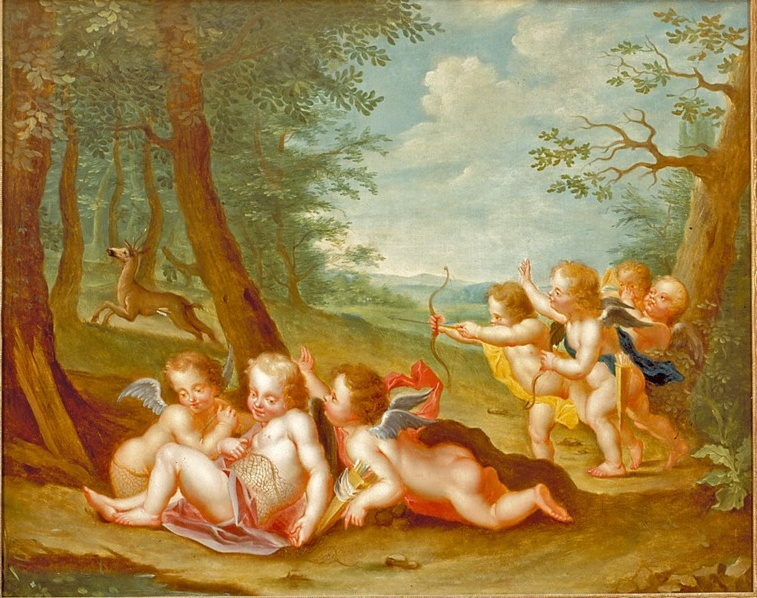
Dessus-de-porte au château de Schwetzingen.

Franz Anton Leitenstorffer, également appelé Leiterstorffer ou Leydensdorff, né le 14 avril 1721 à Reutte dans le Tyrol et mort le 24 avril 1795 à Mannheim, est un peintre et graveur tyrolien ayant longtemps travaillé dans le Palatinat du Rhin.

## Biographie
Franz Anton Leitenstorffer est le fils de Johann Leitenstorffer (Leutensdorfer), un paysan, et de sa femme Susanna née Oberstorfer. Il apprend la peinture dès l'âge de 14 ans, d'abord chez Balthasar Riepp à Reutte, puis chez Rupert Mayr à Innsbruck. Là-bas, il attire l'attention du président du gouvernement Johann Franz Graf von Spaur, qui lui permet de fréquenter l'Académie des Beaux-Arts de Vienne. Il lui financera plus tard un séjour à Venise, d'où il se rend à Bologne et à Rome. Les professeurs de Leitenstorffer sont Paul Troger à Vienne et Giovanni Battista Piazzetta à Venise. De 1739 à 1744, il travaille comme assistant de Sebastiano Conca à Rome.
De 1744 à 1754, Franz Anton Leitenstorffer séjourne à nouveau à Innsbruck. Les fresques de l'église paroissiale de la Sainte-Croix à Schönberg im Stubaital sont l'une de ses premières œuvres majeures. Il se rend ensuite à Mayence et réalise entre autres des fresques dans l'église Saint-Pierre. En 1758, l'artiste s'installe à Mannheim, où il travaille d'abord comme peintre de théâtre au service du prince électeur Karl Theodor. À partir de 1762, Leitenstorffer y travaille également comme peintre de fresques et d'histoire. En 1769, le prince électeur le nomme premier peintre de cabinet et professeur à l'Académie de dessin de Mannheim. L'un de ses élèves y est Peter Schmid (1769-1853).
Franz Anton Leitenstorffer réalise entre autres des tableaux au château de Schwetzingen, au château de Düsseldorf, au château de Benrath et à la chapelle de la Hofburg. Selon la Neue Deutsche Biographie, il est considéré comme l'un des meilleurs portraitistes de la région du Sud de l'Allemagne dans la deuxième moitié du XVIIIe siècle. Le travail de la grisaille est l'une de ses spécialités. Beaucoup de ses œuvres sont perdues pendant la Seconde Guerre mondiale.
Leitenstorffer épouse en 1760 à Mannheim Maria Anna Walter († 1764) et en 1770 Maria Anna Hertel († 1809). Du premier mariage naît la fille Maria Antonia Josepha, qui épouse en 1790 le secrétaire secret de l'électeur Johann Joseph Lagage.
Le peintre meurt à Mannheim en 1795 ; une rue de Düsseldorf porte son nom. Karl Matthias Ernst (1758-1830) est l'un de ses élèves.